# Pentaflex 8

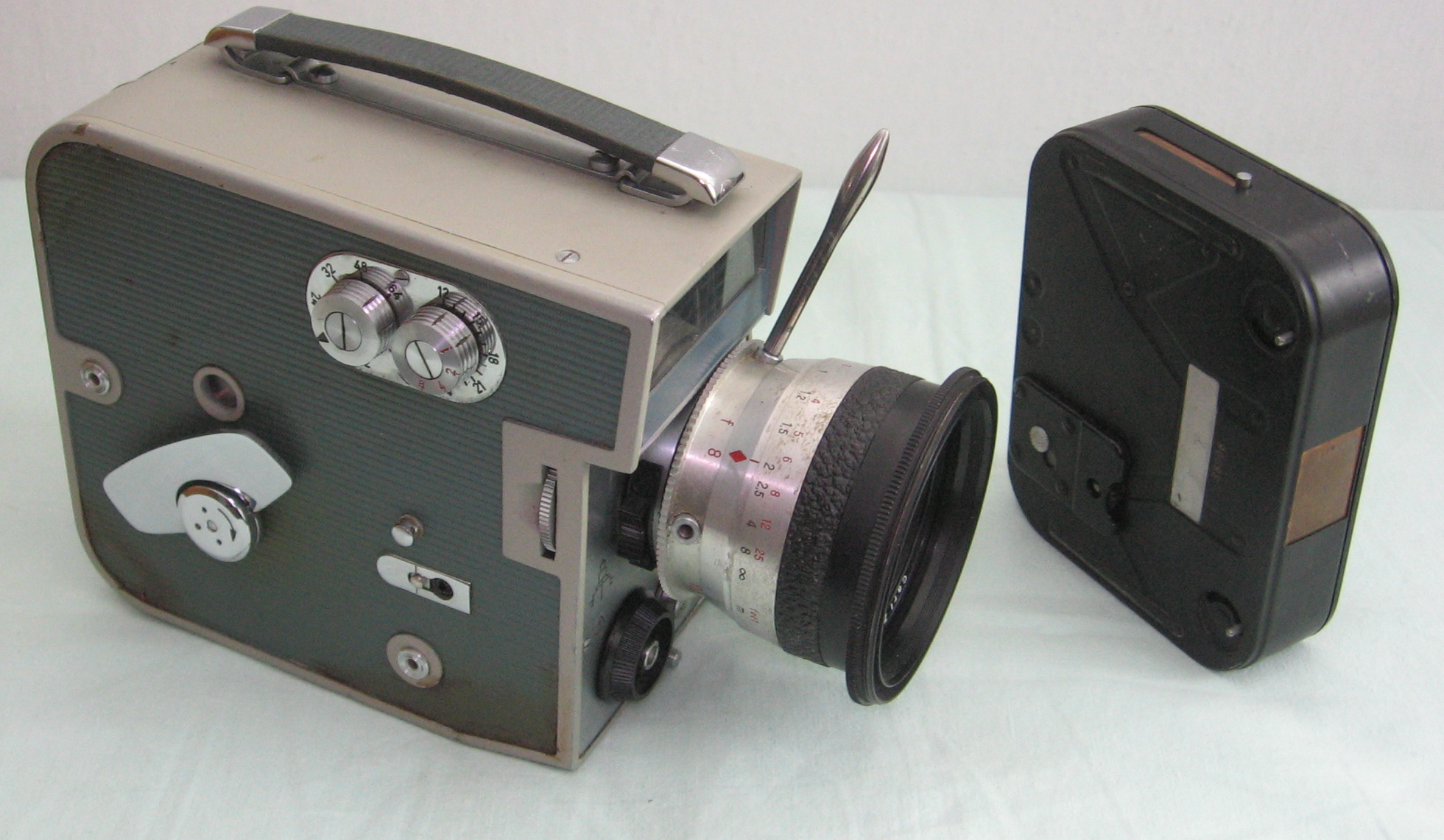
Pentaflex 8

Pentaflex 8 – kamera filmowa 2 x 8 mm z migawką lustrzaną i półautomatycznym światłomierzem produkcji Niemieckiej Republiki Demokratycznej (Pentacon). Prace projektowe rozpoczęto w 1959, a wytwarzanie od 1960.
Kamera charakteryzowała się następującymi parametrami:
- obiektywy wymienne mocowane w uchwycie bagnetowym,
- częstotliwość zdjęć: od 8 do 64 klatki na sekundę,
- bieg poklatkowy,
- samowyzwalacz,
- możliwość cofania filmu,
- napęd sprężynowy,
- system wymiany kaset z filmem w kilka sekund bez naświetlenia nawet minimalnego odcinka filmu,
- kasety wyposażone we własny licznik taśmy,
- obserwacja obrazu na matówce przez obiektyw zdjęciowy i migawkę lustrzaną bez paralaksy[1].

Kamera przeznaczona była do zaawansowanych przeznaczeń amatorskich, półprofesjonalnych oraz nagrywania filmów naukowych i dydaktycznych.